# Saphanidus catherinetta
Saphanidus catherinetta là một loài bọ cánh cứng trong họ Cerambycidae.